# Stenkelfeld
Stenkelfeld ist eine Hörspiel-Reihe (Radio-Comedy) des Norddeutschen Rundfunks (NDR). Darüber hinaus ist „Stenkelfeld“ sowohl der Künstlername des Autoren- und Sprecher-Duos Detlev Gröning und Harald Wehmeier als auch der Name eines fiktiven Landkreises in Norddeutschland. Als Sprecher erzählen die Autoren, häufig mit absurd verstellter Stimme, satirische Alltagsgeschichten. Sie imitieren die tatsächliche Berichterstattung im Radio, indem sie den Stil von Reportagen und Interviews (mit Stenkelfelder Persönlichkeiten) übernehmen.

## Geschichte
Die ersten Episoden wurden in den 1990er Jahren von NDR 2 ausgestrahlt.
Schon mehrfach wurde das angebliche Ende der Reihe ausgerufen (bereits die vierte CD hieß „Die Letzte“); NDR 2 hat als ursprünglicher „Stenkelfeld-Sender“ die Episoden nicht mehr im Programm und die Reihe 2003 beendet.
Vom 1. September 2008 bis zum 17. April 2009 sendete NDR 2 wieder regelmäßig alte Folgen als „Comedy-Classics“. Zusätzlich zur Radioserie gab es im NDR-Fernsehen Mitte der 1990er Jahre eine TV-Version, unter anderem mit Ernst Dieter Lueg und Ulf Ansorge.
Ab Herbst 2010 sendete SWR3 täglich Folgen der Serie. Ab dem 7. Februar 2013 sendete WDR 2 mit Anspielung auf WDR 2 für eine Stadt alte Folgen.

## Inhalte
Die Geschichten beschäftigen sich mit vielfältigen Themen aus Gesellschaft und Politik; besonders gerne werden deutsche Behörden karikiert. Immer wiederkehrende Elemente sind etwa die „CD der Woche“ (ironische Präsentation eines tatsächlichen Musikers), die 100 Meisterwerke der Kunstgalerie Stenkelfeld (Analyse eines Alltagsgegenstands im Stil einer kunsthistorischen Expertise, Parodie der 1000 Meisterwerke) sowie chronologisch geschilderte Katastrophenreportagen, die stets mit einer Beschreibung kompletter Verwüstung und durch rauchende Trümmer irrender Menschen enden. Der letzte Satz dieser Reportagen beginnt immer mit den Worten „Menschen wie du und ich …“. Gerne wird auch geschildert, wie (alte) Leute an moderner Technik scheitern. Daneben werden häufig Traditionen und Klischees auf groteske Weise dargestellt, etwa die „Pestgilde von 1427“, eine Art Schützenverein, oder auch bewusst absurde alternative Gruppen – Beispiel: Der „Menstruationskreis Lesbischer Künstlerinnen“, die mit ihren „Sackträger“-Sprechchören so manche männlich dominierte Veranstaltung torpedieren.

## Die Gemeinde

### Charaktere
Mit nur wenigen Ausnahmen tragen alle Stenkelfeld-Charaktere den Umlaut „ö“ im Nachnamen. 
- Wilhelm Oelgemöller, SPD, unangefochtener Oberbürgermeister seit 1970 (Allerdings wohl mit kurzer Unterbrechung: Auf der CD empööörENd wird er als Oppositionsführer bezeichnet, außerdem wird in der Folge „Am Kreisligagrill“ ein explodierender Grill mit „Wilhelm Oelgemöller nach der Wahlniederlage“ verglichen). Oelgemöller wird zudem als Bundestagsabgeordneter präsentiert, lebt von Spenden, ist bei allen Stenkelfeld-CDs mit 25 % am Verkaufserlös beteiligt. Die Opposition wirft ihm vor, dem Glücksspiel und dem Alkohol verfallen zu sein und darüber hinaus im Hachmannsfelder Gehölz einen „Drogenpuff“ (den Lolita-Club) zu betreiben sowie diverse uneheliche Kinder zu haben. Er spricht schon von Amts wegen nur plattdeutsch und muss daher in allen Wortbeiträgen per Voice-over übersetzt werden, wobei die Übersetzung oftmals merklich vom Original abweicht und beispielsweise wütendes Geschimpfe als neutrale Sachaussagen formuliert.
- Heinrich Oertel, CDU, seit ebenso langer Zeit Oppositionsführer (eine Zeit lang allerdings regierte er, siehe oben) und Vorsitzender des Gewerbevereins. Als solcher ist er, wie auch der Oberbürgermeister, keiner finanziellen Aufmerksamkeit abgeneigt. Seit Jahren kämpft er gegen die Alleinherrschaft des Bürgermeisters Wilhelm Oelgemöller an. Bevor er in die Politik ging, war er der Seniorchef des später abgebrannten Autohaus Oertel.
- Ralf Sögel, (in Anspielung auf Ralph Siegel). „Der Komponist sämtlicher volkstümlichen Stimmungshits“ sowie Komponist von verschiedensten Werbesongs und Tonstudiobesitzer. Er ist der Interpret der beiden Stenkelfeld-Lieder, die als Single veröffentlicht wurden: Verliebte Fischer sowie Das duale System. Sögel wird auch oft von Leuten engagiert, die sich von seinen Liedern einen Werbe-Effekt erhoffen (etwa für den Weltspartag). Meist enden diese Aufträge aber im Desaster, da Sögel eigenwillig komponiert und dichtet und sich schließlich nicht selten mit den Auftraggebern prügelt.
- Jean-Jacques Gelee, Fernsehmoderator, Erfinder zahlreicher Spielshows. Seine Wortbeiträge muten häufig wie die Beschreibung eines Sachgewinns aus einer Spielshow an und werden dabei von einer entsprechenden Begleitmusik unterlegt. Seine österreichische Herkunft erspart ihm das Ö im Namen, gibt ihm aber den entsprechenden Akzent.
- Gustav Gnöttgen, Inbegriff des deutschen Hausmeisters. Beschäftigt an sämtlichen öffentlichen Einrichtungen, unter anderem am Claudia-Schiffer-Gymnasium
- Friedhelm Pötter, Leiter der Jürgen-Koppelin-Bildungsstätte (siehe Institutionen), Betriebsinspektor a. D. und „Beamter des Jahres 1954“
- Dr. Walter Broermeyer, Vollakademiker und Universalwissenschaftler sowie Inhaber sämtlicher Doktorgrade, zuständig für alle Wissenschaftsbereiche an der Wim-Thoelke-Universität Stenkelfeld, Leiter des Feuerwehrschlauchmuseums Höcklage, Vordenker eines subregionalen Fäkalienentsorgungskonzepts, Astrophysiker und Leiter der „Frauke-Ludowig-Sternwarte“ auf dem Großen Drengberg, Internist sowie Leiter der Kreisärztekammer, Vorsitzender der Jury der amtsärztlichen Vereinigung, Leiter des Kulturamtes, Vorsitzender vom Kreiskulturausschuss, Namensgeber der Dr.-Broermeyer-Kampfbahn.
- August Röhrmöller, nach letzten Informationen 97-jähriger Senior und Kriegsveteran. Er hat häufig Ärger mit seinem Telefon und Anstaltsleiter Friedemann von Klöhnen. Obwohl Röhrmöller seit Jahren an der Grenze der Senilität lebt, schafft er es dennoch, in gewissen Bereichen auf der Höhe der Zeit zu bleiben.
- Friedemann von Klöhnen, Heimleiter des Seniorenstifts am Höcklager Industrieweg
- Erna B., Rentnerin und Großmutter mehrerer Enkel, löst durch fehlinterpretierte harmlose Alltagstaten regelmäßig katastrophale Kettenreaktionen aus.
- Horst Düvelskirchen, Werkstattleiter in der Firma „Autoteile Pröppgenkrögel & Söhne“, vorher im Autohaus Oertel beschäftigt, war maßgeblich an dessen Zerstörung beteiligt.
- Alfred Köppel, Amtsinspektor und Leiter der Kfz-Zulassungsstelle
- Manfred von Lausitz-Ölpen, Forstbiologe und Pressesprecher der Stenkelfelder Jagdgesellschaft
- Dr. Bernwart Ölvermöhlen, Direktor der „Volksgenossenbank von 1936“.
- Emma Görtemöller, Verkäuferin, ehrenamtlich beim VfR Stenkelfeld. Grillt die beste Thüringer in der Kreisliga

### Institutionen und Gebäude
- Jürgen-Koppelin-Bildungsstätte, sehr alternative „Volkshochschule“
- Wim-Thoelke-Universität
- Claudia-Schiffer-Gymnasium
- Mathias-Rust-Flughafen
- Frauke-Ludowig-Sternwarte
- Klaus-Kinski-Akademie für mediengerechtes Auftreten
- Martin-Luther-Kaserne in Heringsmoor
- Kohlekraftwerk Sottrup-Höcklage
- Horst-Köppel-Halle
- Dr.-Broermeyer-Kampfbahn (Broermeyer ist Stenkelfelder „Universalakademiker“, siehe: Charaktere)
- Lolita-Club, Bordell, Skandale um den Club sorgen regelmäßig für Aufregung in der Ortsprominenz
- Horst-Frank-Theater

### Musikgruppen
- Die Avocados, 2-Mann-Kapelle aus Voxtrup
- Das Dingo-Sextett, 4-Mann-Kapelle
- Jagdbläserchor Hubertus aus Niedersten-Breckelwede

### Stadtgliederung
- Reihenhaussiedlung Önkelstieg, hier wohnt das Stenkelfelder Proletariat
- Gewerbegebiet Schmöllerdamm, für Konsuminteressen
- Bölterkamp, in der Nähe des Schmöllerdamm gelegen
- Blömker Allee
- Sögelweg
- Hachmannsfelder Gehölz (Heimat des „Lolita Clubs“)
- Prominentensiedlung Schmöllerheide, hier wohnen Personen wie Herr Gelee und Herr Sögel
- Struchtruper Kanalhafen
- Stenkelfelder See, am Westufer befindet sich der Gasthof Knollmeyer
- Schiffsbegrüssungsanlage, an der Kanalschleuse zum Stenkelfelder See
- Rößnitzer Senke, dort fand das große Buxebölken statt (laut dem Heimatroman von Ludwig Oelldrupp)
- Höcklager Senke, wurde 1109 durch den Hunnenprinzen Bernward der Schlächter erstürmt
- Holdtmannswiese, Schauplatz vieler Volksfeste; hier steht auch der Starkbierbrunnen der „Stenkelfelder Gaubrauerei von 1933“

### Angrenzende Ortschaften
- Höcklage
  - Rangierbahnhof Höcklage
  - Kohlekraftwerk Sottrup-Höcklage
  - Seniorenstift Höcklage
  - Siebrestedeponie Höcklage
- Hachmannsfeld
  - Hachmannsfelder Gehölz
- Ankumersiel
- Heringsmoor
- Struchtrup
  - Struchtruper Kanalhafen
  - Rudolf-Heß-Sportfeld
- Sottrup
  - Industriegebiet Sottrup
  - Sottruper St.-Johannis-Kathedrale

## Veröffentlichungen
Insgesamt sind zehn Stenkelfeld-Alben und drei Kompilationen erschienen; außerdem wurden die Episoden von mehreren ARD-Rundfunkanstalten ausgestrahlt.

### CDs
- 1995: Stenkelfeld
- 1996: EmpööörENd!
- 1996: Die Dritte
- 1997: Die Letzte
- 1998: Zugabe
- 1999: 2000 rüüührEND!
- 2000: Rauhe Zeiten
- 2001: …und jetzt kommen Sie!
- 2002: Das Beste aus Stenkelfeld
- 2003: Ihr merkt’s doch selbst
- 2008: Weihnachten in Stenkelfeld (zur Weihnachtszeit passende Stücke von den anderen CDs)
- 2010: Das Beste aus Stenkelfeld – Folge 1
- 2010: Stenkelfeld – Alle Originale 10-CD-Box (Box-Set mit allen neun Einzel-CDs plus Weihnachts-CD)
- 2011: Das Beste aus Stenkelfeld – Folge 2

### Bücher
- Stenkelfeld. Das Buch
- Stenkelfeld „Alles verboten“